# یوشیکو کامی
یوشیکو کامی (انگلیسی: Yoshiko Kamei؛ زادهٔ ۲۵ مهٔ ۱۹۶۷) صداپیشه، و بازیگر اهل ژاپن است. وی از سال ۱۹۸۸ میلادی تاکنون مشغول فعالیت بوده‌است.